# Меррісвілл (Пенсільванія)
Меррісвілл (англ. Murrysville) — місто (англ. borough) в США, в окрузі Вестморленд штату Пенсільванія. Населення — 21 006 осіб (2020).

## Географія
Меррісвілл розташований за координатами 40°26′33″ пн. ш. 79°39′15″ зх. д. / 40.44250° пн. ш. 79.65417° зх. д. (40.442631, -79.654152).  За даними Бюро перепису населення США в 2010 році місто мало площу 95,42 км², з яких 95,41 км² — суходіл та 0,02 км² — водойми.

## Демографія
Згідно з переписом 2010 року, у селищі мешкало 20 079 осіб у 7917 домогосподарствах у складі 5988 родин. Густота населення становила 210 осіб/км².  Було 8360 помешкань (88/км²).
Расовий склад населення:
| - 93,7 % — білих - 4,4 % — азіатів - 0,8 % — чорних або афроамериканців - 0,1 % — корінних американців |

До двох чи більше рас належало 0,8 %. Частка іспаномовних становила 1,0 % від усіх жителів.
За віковим діапазоном населення розподілялося таким чином: 22,4 % — особи молодші 18 років, 57,9 % — особи у віці 18—64 років, 19,7 % — особи у віці 65 років та старші. Медіана віку мешканця становила 47,4 року. На 100 осіб жіночої статі у селищі припадало 96,5 чоловіків;  на 100 жінок у віці від 18 років та старших — 93,1 чоловіків також старших 18 років.
Середній дохід на одне домашнє господарство  становив 110 210 доларів США (медіана — 90 703), а середній дохід на одну сім'ю — 124 257 доларів (медіана — 105 172). Медіана доходів становила 78 271 долар для чоловіків та 48 703 долари для жінок. За межею бідності перебувало 4,5 % осіб, у тому числі 9,8 % дітей у віці до 18 років та 2,1 % осіб у віці 65 років та старших.
Цивільне працевлаштоване населення становило 10 122 особи. Основні галузі зайнятості: освіта, охорона здоров'я та соціальна допомога — 23,9 %, науковці, спеціалісти, менеджери — 14,4 %, виробництво — 12,6 %, роздрібна торгівля — 10,9 %.